# Десет изгубени колена
Десетте изгубени колена са десет от дванайсетте израилски племена, които са изселени от Израилското царство при неговото завладяване от Асирия около 722 година пр.н.е. - т.нар. Асирийски плен.
Темата за десетте изгубени колена се появява в литературата в следбиблейския период и е развита в множество апокрифни текстове. За различни етнически групи се твърди, че произлизат от изгубените колена, а някои религиозни движения поддържат хилиастичния възглед за тяхното завръщане при идването на Месията. Съвременната историческа наука не намира потвърждение на легендите за десетте изгубени колена.